# Chris Dieterich
Chris Dieterich est un ancien joueur professionnel de football américain qui a évolué en tant que tackle et guard pour les Detroit Lions dans la National Football League (NFL) de 1980 à 1986

## Jeunesse et carrière universitaire
Né le 27 juillet 1958 à Freeport, New York, Chris Dieterich a fréquenté le lycée Ward Melville dans le comté de Suffolk, New York. Il a ensuite rejoint l'Université d'État de Caroline du Nord (NC State), où il s'est distingué en tant que joueur de ligne offensive. Il a été sélectionné deux fois dans la première équipe All-ACC en 1978 et 1979. En 1979, il a contribué à la victoire de l'équipe lors du championnat de l'ACC et a participé au Hula Bowl en 1980. Pro Football 

## Carrière professionnelle
Chris Dieterich a été sélectionné au 6ᵉ tour du NFL Draft de 1980 par les Detroit Lions. Il a joué l'intégralité de sa carrière professionnelle avec cette équipe, participant à 105 matchs, dont 49 en tant que titulaire, et réalisant 2 récupérations de fumble. Fort Collins Coloradoan+5Old North Banter

## Vie personnelle et philanthropie
Après sa carrière sportive, Chris Dieterich s'est installé à Myrtle Beach, en Caroline du Sud. Il s'est consacré à l'écriture de livres sur le football et des romans policiers, en reversant les bénéfices à des organisations caritatives pour les enfants et les animaux